# Moderskepp
Ett moderskepp eller en moderfarkost är en farkost som ombord kan bära flera mindre farkoster ombord, exempelvis bombflygplan som kan bära experimentflygplan ombord, eller fartyg som kan bära ubåtar. På vissa språk, bland annat finska, japanska och kinesiska, avses även hangarfartyg, det vill säga fartyg som kan bära flygplan. I rymden användes konceptet bland annat under Apolloprogrammet, där kommandomodulen var moderskepp åt månlandaren.
Begreppet kommer från 1800-talets valfångst då mindre båtar och fartyg användes för att jaga och döda valar, varpå valarna fördes till större fartyg.
I dag är begreppet vanligt inom science fiction.

### Fotnoter
1. ↑  ”Mänsklig science fiction på bioduken ikväll”. SR P4 Östergötland. 20 april 2011. http://sverigesradio.se/sida/artikel.aspx?programid=442&artikel=4463889. Läst 14 september 2014.